# Братське (Попельнастівська сільська громада)
Бра́тське — село в Україні, у Попельнастівській сільській громаді Олександрійського району Кіровоградської області. Населення становить 21 осіба.

## Населення
Згідно з переписом УРСР 1989 року чисельність наявного населення села становила 115 осіб, з яких 46 чоловіків та 69 жінок.
За переписом населення України 2001 року в селі мешкали 63 особи.

### Мова
Розподіл населення за рідною мовою за даними перепису 2001 року:
| Мова       | Відсоток |
| ---------- | -------- |
| українська | 90,48 %  |
| молдовська | 6,35 %   |
| російська  | 1,59 %   |
| інші       | 1,58 %   |